# 长号冠军
《长号冠军》（又译作）是一款由“Holy Wow Studios”开发和发行的基于长号的节奏游戏， 于2022年9月15日发布。游戏玩法与节奏游戏《吉他英雄》和“Wii Music”类似，玩家的任务是在屏幕上出现的音符提示上计时，准确度越高，得分越高。   这款首张独立游戏在成为網路迷因后在Steam上广受欢迎。   

## 遊戲運作
《长号冠军》是一款节奏游戏，玩家使用虚拟长号演奏各种歌曲，从古典和公共领域歌曲到原创曲目和混音。演奏者移动鼠标来改变长号的音高，并使用鼠标按钮或键盘按键来演奏。玩家通过在屏幕上滑动时成功敲击音符来赚取积分，通过保持连续的连击并填满计量表来获得更多积分，计量表填满后会激活冠军狂热，从而赚取更多积分。然而，缺少音符将导致玩家失去连击乘数和冠军狂热，并可能失去分数。如果演奏者按住一个音符太长时间，他们也会暂时喘不过气来。
在每首歌曲结束时，玩家会根据他们的分数获得从F到S的排名，以及称为嘟嘟声的游戏内货币。嘟嘟可以用来购买游戏内交易卡，称为长号手卡，其中包含有关音乐家、长号和游戏传说的幽默且有时是虚构的琐事。不需要的或重复的卡牌可以转化为粪便，然后可以用来创建新卡牌。整个游戏中隐藏着一些不可玩的角色，他们帮助玩家成为同名的长号冠军。通过满足诸如提供一定数量的嘟嘟或嘟嘟或交易特定的长号卡等请求，玩家可以解锁额外的可玩角色、长号颜色和声音设置。还有一个秘密老板级别，需要一定的条件才能完全击败并获得长号冠军的称号。

## 開發
丹·维奇托很早就想到了一款基于移动长号式滑动控制器的街机游戏，但这个想法始终是个笑话。后来他想到了用鼠标光标充当长号幻灯片的想法，并意识到这背后有一个游戏概念。他的工作室“Holy Wow Studios”室是一群兼职开发者，虽然维奇托原本以为只需要大约六个月的时间就能实现这款游戏，但最终花了四年的时间。游戏的两个功能迫使开发时间更长：引入了Tromboner Cards，这是模仿其他游戏中的战利品箱系统，以及一个涉及狒狒的松散故事，维奇托模仿了《黑暗靈魂》系列的叙事而创造了这个故事。
工作室在游戏计划发布前一个月进行了一次小规模的公开游戏测试，他们从中得到的反馈比预期的要多得多。当这款游戏在2022年9月首次全面发布时，人们对这款游戏的反应像病毒一样迅速传播，吸引了更多的玩家和反馈。 因此，维奇托表示，他们正在考虑更多的功能，以及潜在的游戏控制台端口。
《长号冠军》最初在Windows独占发布，于2023年1月向macOS用户提供任天堂Switch的移植版本于2023年9月14日在任天堂直面会上宣布，并于当天发布。Switch版本采用替代控制方案，使用Joy-Con的陀螺仪和红外传感器来玩游戏。 

## 收錄樂曲
截至2023年12月12日，该游戏共有60首可播放曲目：50首公有领域音乐编曲、8首原创作品和2首第三方艺术家贡献的作品。 开发商Holy Wow Studios通过免费更新扩大了可播放曲目的数量，并表示有兴趣使用未来的可下载内容来扩展曲目列表。除了下面列出的第一方包含的曲目之外，还有一些非官方模组允许将自定义曲目（例如“Through the Fire and Flames”和“One-Winged Angel”）加载到游戏中。   
  公有领域   原创   贡献
| 标题                                     | 编曲                                          |
| ---------------------------------------- | --------------------------------------------- |
| 《查拉圖斯特拉如是說》                   | 理查·史特勞斯                                 |
| 《友誼萬歲》                             | 羅伯特·伯恩斯、Holy Wow Studios               |
| 《Baboons!》                             | Holy Wow Studios                              |
| 《第5號交響曲》                          | 路德维希·范·贝多芬                            |
| 《蓝色多瑙河》                           | 小约翰·施特劳斯                               |
| 《胡桃夹子》                             | 彼得·柴可夫斯基                               |
| 《弦乐小夜曲》                           | 沃尔夫冈·阿马德乌斯·莫扎特                    |
| 《演艺人》                               | 斯科特·喬普林                                 |
| 《Entry of the Gladiators》              | 尤利烏斯·伏契克                               |
| 《天佑國王》                             | 未知                                          |
| 《让我们欢乐》                           | 亚伯拉罕·兹维·伊德尔松                        |
| 《Long-Tail Limbo》                      | Max Tundra                                    |
| 《啊，加拿大》                           | 卡力沙·拉瓦雷                                 |
| 《The Old Gray Mare》                    | Thomas Francis McNulty                        |
| 《SkaBIRD》                              | Holy Wow Studios                              |
| 《Skip to My Lou》                       | 未知                                          |
| 《星条旗永不落》                         | 約翰·菲利普·蘇沙                              |
| 《美国国歌》                             | 弗朗西斯·斯科特·基、约翰·斯塔福德·史密斯      |
| 《帶我去看棒球賽》                       | Albert Von Tilzer、Jack Norworth              |
| 《Trombone Fuerte》                      | Holy Wow Studios                              |
| 《Trombone Skyze》                       | Holy Wow Studios                              |
| 《Warm-Up》                              | Holy Wow Studios                              |
| 《威廉·退尔序曲》                        | 焦阿基诺·罗西尼                               |
| 《Rosamunde (Beer Barrel Polka)》        | Jaromír Vejvoda                               |
| 《Jarabe Tapatío》                       | Jesús González Rubio                          |
| 《ARE U READY 4 THIZ?》                  | Holy Wow Studios                              |
| 《祝你生日快乐》                         | Patty Hill、Mildred J. Hill、Holy Wow Studios |
| 《歡樂頌》                               | 路德维希·范·贝多芬                            |
| 《Martian Killbots!!!》                  | Holy Wow Studios                              |
| 《The Celebrated Chop Waltz》            | Euphemia Allen                                |
| 《樱花》                                 | 未知                                          |
| 《Taps》                                 | Daniel Butterfield、Oliver Wilcox Norton      |
| 《馬賽曲》                               | 克洛德·约瑟夫·鲁日·德·李尔                    |
| 《铃儿响叮当》                           | James Lord Pierpont、Holy Wow Studios         |
| 《平安夜》                               | Franz Xaver Gruber、Max Tundra                |
| 《行星組曲》                             | 古斯塔夫·霍尔斯特                             |
| 《登山纜車》                             | 路易吉·登扎、Peppino Turco                    |
| 《裸體歌舞》                             | 埃里克·薩蒂                                   |
| 《王老先生有塊地》                       | 未知                                          |
| 《Commander Tokyo, The Dancing Robot》   | CV                                            |
| 《The Sailor's Hornpipe》                | 未知、Max Tundra                              |
| 《St. James Trombonery Blues》           | Holy Wow Studios                              |
| 《丹尼男孩》                             | 未知、Frederic Weatherly                      |
| 《In the Hall of the Mountain King》     | 爱德华·格里格                                 |
| 《大黃蜂的飛行》                         | 尼古拉·里姆斯基-科萨科夫                      |
| 《Washington Post March》                | 約翰·菲利普·蘇沙                              |
| 《When the Saints Go Marching In》       | 未知                                          |
| 《塞維利亞的理髮師》                     | 焦阿基诺·罗西尼                               |
| 《Down by the Riverside》                | 未知                                          |
| 《日昇之屋》                             | 未知                                          |
| 《巴西國歌》                             | Francisco Manuel da Silva                     |
| 《She'll Be Coming 'Round the Mountain》 | 未知                                          |
| 《茉莉花》                               | 未知                                          |
| 《荒山之夜》                             | 莫杰斯特·穆索尔斯基                           |
| 《阿里郎》                               | 未知                                          |
| 《圣诞树》                               | Ernst Anschütz、Melchior Franck               |
| 《先生，願主賜給您們歡欣》               | 未知                                          |
| 《爱情是一只自由的鸟儿》                 | 乔治·比才                                     |
| 《Trombone Skyze》                       | Holy Wow Studios                              |

## 外部連結
- 官方网站
- Holy Wow Studios （页面存档备份，存于）